# Pedicularis elisabethae
Pedicularis elisabethae är en snyltrotsväxtart som beskrevs av T. N. Popova. Pedicularis elisabethae ingår i släktet spiror, och familjen snyltrotsväxter. Inga underarter finns listade i Catalogue of Life.